# Oxalis dumetorum
Oxalis dumetorum är en harsyreväxtart som beskrevs av François Marius Barnéoud. Oxalis dumetorum ingår i släktet oxalisar, och familjen harsyreväxter. Inga underarter finns listade i Catalogue of Life.